# 邾子成
邾子成（？—？），曹姓，名成，為西周諸侯國邾国君主第三代君主，是邾子非的儿子，死后，儿子邾子車輔继位。